# Баркер, Джордж Фредерик
Джордж Фредерик Баркер (англ. George Frederic Barker; 14 июля 1835, Чарльзтаун — 24 мая 1910, Филадельфия) — американский учёный, исследователь, врач и преподаватель.

## Биография
Джордж Фредерик Баркер родился в Чарльзтауне, в штате Массачусетс. Начальное образование он получил в государственных школах Бостона, позднее проходил обучение в академиях в южном Бервике. Доктор Баркер начал свой путь в науке сначала в качестве помощника доктора Бекона в медицинской школе в Гарварде (1859—1861). Вскоре он стал уже профессором (1861) и лично читал лекции в колледже в городе Уитон в штате Иллинойс, а затем в медицинском колледже Олбани (Нью-Йорк), где получил степень доктора медицины (1862—1863). Там он проработал довольно продолжительное время, где проводил химический анализ внутренностей мертвого тела. Его научная карьера резко пошла в гору. В период 1863—1869 Джордж Баркер читал лекции, начиная от Колледжа Уильямса и заканчивая Питтсбургским университетом. В том же 1869 году он стал профессором физиологической химии и токсикологии в Йельской школе медицины. В 1872 году он стал профессором физики в Пенсильванском университете. Там он провел остаток своей жизни. В 1880-е годы он занимает пост президента Американской ассоциации содействия развитию науки, президента Американского химического общества, а также вице-президента Американского философского общества в течение 10 лет, становится членом Американской комиссии по электротехнике и в течение нескольких лет был членом редколлегии американского журнала Science. Он читал лекции во многих городах и написал учебник по элементарной химии (1870), а затем и учебник по физике (1892). С каждым годом Джордж Баркер все меньше занимался теоретическими проблемами и больше — прикладными вопросами, выступая как советник. Здоровье с каждым годом становилось все хуже и хуже. 24 мая 1910 года Джордж Фредерик Баркер умирает.

## Научные исследования

### Исследования в органической химии
Начиная с 1967 года, он тщательно рассматривает насущные вопросы органической химии. Доктор Баркер выдвигает теорию, которая признавала, что муравьиная кислота — карбоновая кислота. Он аргументировал это следующими фактами. Во-первых, формирование муравьиной кислоты происходит через путь частичного окисления углерода, а, во-вторых, результат окисления угольной кислоты является муравьиная кислота. Таким образом, по этим фактам, он сформировал вывод о том, что муравьиная кислота это, действительно, карбоновая кислота.

### Исследования спектров полярного сияния
Во время жизни в Нью-Хейвене, начиная с 1871 года, Джордж Баркер приобщается к анализу спектров полярного сияния. После продолжительной и очень кропотливой работы он написал заметку «Спектры полярного сияния», которая появилась в журнале уже 9 ноября 1871 г. Итогом его работы в этой области было обнаружение новой длины волны, которая тогда была не характерна для спектров полярного сияния. Длина волны, равная 502 нм не была доступна для наблюдателя. Но после исследований доктора Баркера эта, казалось бы, несуществующая длина, появилась во всех справочниках. Джордж Баркер добавлял:
Действительно, предыдущий наблюдатель, насколько я знаю,  не видел эти линии. Поэтому это открытие поразило всех без исключения
.
Позже, 24 октября 1872 года он представил свой второй вклад на вышеупомянутую тему, дополнив его несколькими фактами. Тоже сияние, что и в 1871 г., отличалась сияющим малиновым цветом и характерной формой. Доктор Баркер отмечал, что в линии, которая появились в спектре, не было уже ничего нового. Вместе с доктором Баркером, был его друг Герман Фогель. Увиденное заворажило его, когда он впервые посмотрел на спектр.
На этом поприще у доктора Баркера были громадные перспективы. В дальнейшем, он посвятил себя изучению другой темы, а, именно, солнечного затмения. С целью постижения новых высот, он стал членом
Ролингс, Вайоминг. Во время его обязанностью было собирать анализы спектроскопа. Проверяя наличие, либо светлых, либо темных линий в спектре, он сравнивал их с уже полученными результатами. 29 июля 1878 года он составил полный отчёт об в статье "Полное солнечное затмение" В этот период у Джорджа Баркера появляется интерес к физике. В тесном контакте с профессором Генри Роуландом, он сообщил некоторые факты в статье на тему «Эффективность электрического света Эдисона»

### Исследования в физике
Начиная с 70-х годов XIX века Джордж Баркер занимался физикой. Он опубликовал работу на тему «Новый вертикальный гальванометр», в которой выдвинул проблемы общих принципов создания данного инструмента. Он теоретически обосновал использование этого инструмента, сказав, что оно даст толчок для новых открытий в этой области. Уже спустя некоторое время он выступал с сообщением перед химическим обществом уже на тему «Измерение электродвижущей силы». В этой работе он утверждал:
Проделав измерения электродвижущей силы с помощью метода сравнения, я смог создать форму стандартной ячейки, которая  имеет преимущества перед другими ранее используемыми аналогами
.

### Исследования в радиохимии
Доктор Баркер был тем человеком, которого влекло во все области науки. Говоря обо всех его успехах, стоит подчеркнуть, что он был связан с радиохимией. Джорджа Баркера можно приравнять с мадам Кюри по ценности вклада в это направление в химии, так как он был первым человеком, кто выставил радий в своей стране в 1894 году. Радиоактивность была так интересна ему, что он на основе экспериментов сделал статью на тему «Радиоактивность минералов тория», изданную в журнале Американского философского общества и продолжал усердно работать в этом направлении. В этой связи, хочется отметить вклады доктора Баркера в радиохимию. Он повторил опыты Хофмана и Зербана, относительно радиоактивности бразильского монацита. Опыты подтвердили результаты наблюдателей прошлых лет. А именно то, что торий из этого монацита является, вероятнее всего, радиоактивным. Из серии экспериментов он пришел к выводу, что торий претерпевает радиоактивный распад. На торий приходиться один-два распада за одну минуту, в то время как радий, который также содержался в этом монаците, сохранял свои активные свойства в течение нескольких недель.
Будучи отличным медиком, доктор Баркер нашел применение радиоактивности в медицине. По его мнению, радиоактивность может быть применена на органы. Он сказал следующее: 
Если излучение присутствует, пусть даже в минимальных количествах, то это количество излучения будет поглощено телом человека. Минимальная доза излучения будет обладать силой, способной как-то повлиять на органы. Он аргументировал это тем, что, во-первых,  радиоактивность  связана с излучением некоторых частиц, способных проникать в клетки человека.Среди элементов , обладающих этим излучением частиц ,  находятся торий и радий. А во-вторых, уран и полоний, которые не обладают  излучением, не могут обладать силой, способной к действию на органы.
 Были случаи, когда доктор Баркер представлял свои сообщения очень далеко от родины. Так, например, в Колумбии он всегда инструктивно мог представить сообщение на тему «Радиоактивность в химии», когда выступал перед химическим обществом Колумбийского университета. В дальнейшем, уже в США, он сформировал архив, в котором информация о радиохимии ежеквартально обновлялась. Создание этого архива оказалось возможным, благодаря громадной библиографии, которая получала результаты от девяносто самых известных исследователей в этой области.

## Педагогическая деятельность
Педагогическую деятельность Джордж Баркер начал рано. Впечатление, производимое им на студентов, по словам Эдгара Смита, способно было превратить сухие и отталкивающие предметы в простые и увлекательные, что обычный человек мог понять с легкостью. Его лекции для студентов были отмечены ясностью изложения, а также все полюбили их за широкую сферу охвата. Он с особенным трудом подходил к представлению своего предмета, и его постоянным стремлением было сделать то, чтобы студенты поняли все проблемы, которые он ставил перед ними. Он приложил все усилия для того, чтобы сделать все пункты в лекции были понятнее всем студентам. И, если он время от времени и требовал почти невозможного от студентов и был немного бесцеремонным, все же никакой серьезный студент не был на него в обиде. Он был, одним словом, настоящим учителем, единственной целью которого было совершенствование тех, кого он учил.
В аудитории у него было редкое умение, само по себе уникальное качество как экспериментатора. Он умел воодушевить всех сидящих, кто, когда-либо смотрел его лекции. Они были богаты обилием привлекательных и ярких экспериментов. Он часто представлял наиболее важные темы перед большими аудиториями, достигавшими иногда тысяч человек. Вскоре он стал известен по всей стране как один из тех, кто способен популяризарировать науку в своей стране, так как мало кто мог сделать это.
Среди его коллег по преподавательскому составу университета Пенсильвании доктор Баркер был очень ценим. Он был способен к обработке все больше запутанных и озадачивающих проблем со свойственным себе справедливостью и спокойствием. Действительно, это было удовольствие быть связанным с ним работой. Его сердечное сотрудничество и многочисленные полезные предложения в решение проблем университета были по достоинству оценены всеми его коллегами.

## Монографии
Вклад Джорджа Баркера в литературу весьма значим. В 1870 году появился его учебник начальной, теоретической и неорганической химии, которая издавался много раз, а также был переведен на другие языки. Это была первая книга на английском языке, в которой современная химия была систематизирована. Стиль книги являлся кратким и ясным. Уолкотт Гиббс говорил о ней как о «книге полной духа самых передовых мыслей в науке».
А в 1892 году появился его учебник «Физика, Продвинутый курс» от издательства Хенри Холт & Компании. Этот учебник сразу же встретил радушный прием, и стал стандартом среди учебников по физике.

## Общественная и политическая деятельность
Джордж Баркер также преуспел в делах, несвязанных с наукой. В течение многих лет он поднимал насущные темы на совете по вопросам образования в городе Филадельфии, и там проявил влияние, которое никогда не забудется жителями города. Его вклад в муниципальные интересы города позволил пересмотреть поставки местной воды, качество светильного газа, а также средств, которые бы пошли для защиты общественных зданий от молний. В различные времена он являлся экспертом в научных вопросах. В период с 1969 года он служил в качестве эксперта для государства в ряде случаев с ядом. Наиболее известно было дело под названием «Лидия Шерман» в Нью-Хейвене.

## Почести и награды
В научном мире доктор Баркер был удостоен многочисленных почестей и наград.
- Член Национальной академии наук
- Президент Американской ассоциации развития науки (1879)
- Комиссар США на Парижской электрической выставке (1881)
- Делегатом на электрическом конгрессе во Франции и вице-председатель жюри (1881)
- Командор ордена Почетного легиона, Франция (1881)
- Президент Американского химического сообщества (1891)
- Член Немецкого химического общества
- Член жюри Всемирной колумбийской выставки (1893)
- Комиссар электрической выставки в Филадельфии (1894)
- Член Королевского института Великобритании (1899)
- Президент Американского философского общества (1899—1909)

За всю жизнь Джордж Баркер получил следующие научные почетные звания:
- доктор Пенсильванского университета (1898)
- доктор права (LL.D.) Аллегейни-колледжа (1898)
- доктор права (LL.D.) Университета Макгилла (1900)

## Память
В память о Джордже Баркере было написано в мемуарах Эдгара Смита. Этот труд рассказывает о его жизни, научной деятельности, а также его удивительных личных качествах.

## Семья
В 1861 году доктор Баркер женился на Марии М. Тредвей из города Нью-Хейвен штата Коннектикут. В семье было три дочери.

## Личные качества
Среди его личных качеств коллеги выделяли абсолютную честность и лояльность, а также умение быть справедливым во всем. Стоит отметить также его преданность научному делу. Он посвятил науке более 50 лет своей жизни.

## Интересные факты
Доктор Баркер был автором биографических мемуаров таких людей как Фридрих Август Генз, Генри Дрейпер, Джон Уильям Дрейпер и М. Кэрри Лиа.